# برج له پواسون
برج له پواسون (به فرانسوی: Tour Les Poissons) یک آسمان‌خراش در فرانسه است که در کوربوآ واقع شده‌است.